# أغوستو لامو كاستيلو

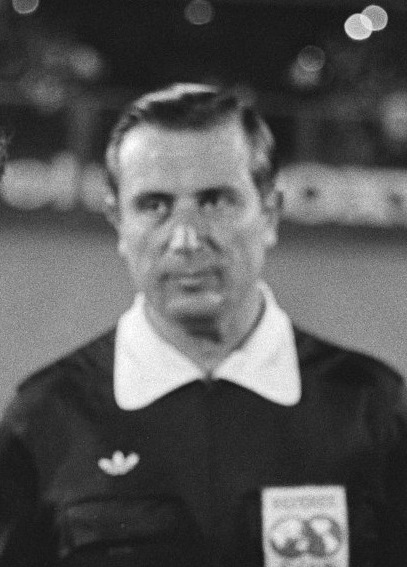

أغوستو لامو كاستيلو (بالإسبانية: Augusto Lamo Castillo) ، من مواليد 25 سبتمبر 1938، حكم كرة قدم إسباني دولي سابق.
حكم في بطولة كأس العالم لكرة القدم 1982.
توفي عام 2002.

## وصلات خارجية
- أغوستو لامو كاستيلو على موقع Soccerway.com (الإنجليزية)